# Партия национального освобождения (Коста-Рика)
Партия национального освобождения (исп. Partido Liberación Nacional; PLN) — центристская (ранее левоцентристская) политическая партия в Коста-Рике, основанная в 1951 году. Входит в Социалистический интернационал. Будучи по уставу социал-демократической партией, Партия национального освобождения (ПНО) имеет несколько внутренних фракций, включая либералов, сторонников третьего пути и центристов, а также некоторых социальных консерваторов.

## История
В 1948 году группа повстанцев под названием «Национально-освободительная армия» под командованием каудильо Хосе Фигереса Феррера возглавила восстание против правительства тогдашнего президента Рафаэля Анхеля Кальдерона Гуардия и его коммунистических союзников. После Гражданской войны 1948 года повстанцы одержали победу, и Фигерес де-факто пришёл к власти. Тем не менее, Фигерес не отменил социальные реформы, проведённые Кальдероном и его союзниками, такие как социальное обеспечение, почти бесплатное высшее образование и законы о труде, но сохранил их и даже сам провёл ряд прогрессивных реформ, таких как упразднение армии и введение налогообложения на капитал. Фигерес отказался от власти в пользу демократически избранного на выборах 1948 года президента Отилио Улате в 1949 году.
В 1951 году Социал-демократическая партия, Центр изучения национальных проблем и группа «Демократическое действие» сформировали Партию национального освобождения 12 октября для участия в выборах 1953 года, первых после гражданской войны, с Фигересом в качестве кандидата с идеологией демократического социализма. Выборы были очень спорными, так как многие партии не смогли принять в них участие, в том числе Республиканская партия Кальдерона и коммунисты. Фигерес легко победил единственного другого кандидата, набрав 60 % голосов.
На всеобщих выборах 1958 года партия разделилась, поскольку соучредитель Хорхе Росси покинул партию после поражения на первичных выборах и выдвигался независимым кандидатом, что разделило голоса социал-демократов. Партия потерпело первое поражение, поскольку кандидат от оппозиции, либерал Марио Эчанди, выиграл выборы при поддержке Кальдерона. Однако по прошествии времени Партия национального освобождения явно стала доминирующей партией Коста-Рики в политической системе страны, поскольку оппозиция способна победить только, когда она объединена. Так было на выборах 1966 и 1978 годов, в остальное время кандидаты от Партии национального освобождения легко побеждали.
В 1986 году молодой лидер Оскар Ариас выиграл выдвижение партии наперекор традиционному руководству, включая Фигереса. Ариас одержал победу на выборах 1986 года и стал президентом страны, а его роль в переговорах по мирному соглашению о прекращении войн в Центральной Америке принесла ему Нобелевскую премию мира. Некоторые критики внутри партии и за её пределами называли администрацию Ариаса скорее неолиберальной, чем социалистической, что представлялось как отход от традиционных прогрессивных взглядов ПНО.
Только в 1983 году, когда Коалиция единства  вошла в Партию социал-христианского единства, в стране появилась крупная партия, соразмеримая с Партией национального освобождения. Именно после этого Коста-Рика входит в период двухпартийной системы с Партией национального освобождения (ПНО) и Партией социал-христианского единства (ПСХЕ) в качестве двух основных политических сил, традиционно делящих между собой около 90 % голосов избирателей. 
Однако в 2000-х годах многие бывшие лидеры ПНО и ПСХЕ, в том числе бывший министр и депутат Оттон Солис, бывшая первая леди Маргарита Пеньон (бывшая жена Оскара Ариаса) и известный писатель и журналист Альберто Каньяс, основали новую партию левоцентристского толка. Новая политическая сила под названием «Партия гражданского действия» привлекла многих прогрессивных избирателей, недовольных поворотом ПНО вправо, и её часто называют одной из причин поражения кандидата от ПНО Роландо Арайи на всеобщих выборах 2002 года. В любом случае, после катастрофического краха ПСХЕ в 2005 году из-за серии коррупционных скандалов Партия гражданского действия (ПГД) стала главным политическим соперником ПНО. Это особенно ярко высветилось на выборах 2006 года, когда основными кандидатами были Оскар Ариас от ПНО, добивавшийся переизбрания, и кандидат от ПГД Оттон Солис. Большинство костариканцев выразили смешанные чувства по отношению к Ариасу: некоторые восхищались им, а некоторые были категорически против его фигуры. Это и вопрос о Центральноамериканском договоре о свободной торговле CAFTA поляризовало общественное мнение, поскольку в основном половина населения была за, а половина против, что, по-видимому, отразилось и в опросах, поскольку поддержка Ариаса (который был за CAFTA) и Солиса (который был против CAFTA) были практически равны после выборов. В результате Ариас победил с очень небольшим перевесом в 22 тыс. голосов после подробного подсчёта голосов. На парламентских выборах того же года партия получила 25 мест из 57. На всеобщих выборах 2010 года кандидат в президенты от ПНО Лаура Чинчилья выиграла выборы с первоначальным подсчетом 47 процентов.
Газетный опрос в июле 2011 года показал снижение популярности партии. В комментариях к опросу указывалось на унаследованный финансовый кризис, трения на границе с Никарагуа и стихийные бедствия в ноябре 2010 года как факторы, способствовавшие общественному недовольству.
В 2013 году кандидатом от партии был мэр Сан-Хосе с 1982 года Джонни Арайя Монге. Какое-то время Арайя был лидером в большинстве опросов, но в первом туре занял второе место, набрав всего 29 % голосов, что стало самым низким показателем для кандидата от ПНО, и в результате немного уступил кандидату от ПГД Луису Гильермо Солису. Во 2-м туре выборов Арайя отказался от участия, утверждая, что у него больше нет денег для проведения кампании и что все опросы показали, что он проигрывает с большим отрывом. Фактически во втором туре Солис победил, набрав 78 % голосов, а Арайя набрал только 22 %. Арайя был исключен из партии после решения Комитета по этике в связи с его отставкой с поста кандидата во втором туре (Конституция не предусматривает снимать кандидатуру в такой ситуации). После этого Арайя баллотировался на пост мэра Сан-Хосе от местной партии и победил на муниципальных выборах 2016 года, на которых ПНО, хотя и была партией с наибольшим количеством голосов, потеряла 14 мэрий и в сумме получила гораздо меньше голосов, чем на предыдущих муниципальных выборах.
Партия, будучи тогда главной оппозицией правительству Луиса Гильермо Солиса, вступила в очень спорные праймериз, на которых депутат Антонио Альварес Десанти победил бывшего президента Хосе Марию Фигерес. Внутрипартийная борьба сделала невозможным достижение соглашения между фракциями, что привело к тому, что Фигерес отказался от поддержки кандидатуры Десанти. Однако Десанти, который ранее покинул партию, критикуя её за коррупцию и отказ от социал-демократической идеологии, пользовался поддержкой Оскара Ариаса и его брата Родриго. Тем не менее, результат всеобщих выборах 2018 года был сокрушительным поражением, поскольку партия получила худшие показатели в своей истории, набрав всего 18 % голосов и не сумев выйти во второй тур президентских выборов, заняв третье место впервые в своей истории.

## Участие в выборах

### Президентские выборы
| Выборы | Кандидат                      | 1-й тур | 1-й тур | 1-й тур | 1-й тур   | 2-й тур | 2-й тур | 2-й тур | 2-й тур   |
| Выборы | Кандидат                      | Голосов | %       | Место   | Результат | Голосов | %       | Место   | Результат |
| ------ | ----------------------------- | ------- | ------- | ------- | --------- | ------- | ------- | ------- | --------- |
| 1953   | Хосе Фигерес Феррер           | 123 444 | 64,7 %  | 1/2     | Победа    |         |         |         |           |
| 1958   | Франсиско Орлич               | 94 788  | 42,8 %  | ▼ 2/3   | Поражение |         |         |         |           |
| 1962   | Франсиско Орлич               | 192 850 | 50,3 %  | ▲ 1/4   | Победа    |         |         |         |           |
| 1966   | Даниэль Одубер Кирос          | 218 590 | 49,5 %  | ▼ 2/2   | Поражение |         |         |         |           |
| 1970   | Хосе Фигерес Феррер           | 295 883 | 54,8 %  | ▲ 1/5   | Победа    |         |         |         |           |
| 1974   | Даниэль Одубер Кирос          | 294,609 | 43.4 %  | 1/8     | Победа    |         |         |         |           |
| 1978   | Луис Альберто Монхе           | 364 285 | 43,8 %  | ▼ 2/8   | Поражение |         |         |         |           |
| 1982   | Луис Альберто Монхе           | 568 374 | 58,8 %  | ▲ 1/6   | Победа    |         |         |         |           |
| 1986   | Оскар Ариас Санчес            | 620 314 | 52,3 %  | 1/6     | Победа    |         |         |         |           |
| 1990   | Карлос Мануэль Кастильо       | 636 701 | 47,2 %  | ▼ 2/7   | Поражение |         |         |         |           |
| 1994   | Хосе Мария Фигерес            | 739 339 | 49,6 %  | ▲ 1/7   | Победа    |         |         |         |           |
| 1998   | Хосе Мигель Корралес Боланьос | 618 834 | 44,4 %  | ▼ 2/12  | Поражение |         |         |         |           |
| 2002   | Роландо Арайя Монхе           | 475 030 | 31,1 %  | 2/12    | -         | 563 202 | 42,0 %  | 2/2     | Поражение |
| 2006   | Оскар Ариас Санчес            | 664 551 | 40,9 %  | ▲ 1/7   | Победа    |         |         |         |           |
| 2010   | Лаура Чинчилья                | 896 516 | 46,9 %  | 1/9     | Победа    |         |         |         |           |
| 2014   | Джонни Арайя Монхе            | 610 634 | 29,7 %  | ▼ 2/13  | -         | 374 844 | 22,1 %  | 2/2     | Поражение |
| 2018   | Антонио Альварес Десанти      | 377 688 | 18,6 %  | ▼ 3/13  | Поражение |         |         |         |           |

### Парламентские выборы
| Выборы | Лидер                         | Голосов | %      | Мест     | +/-   | Место  | Положение     |
| ------ | ----------------------------- | ------- | ------ | -------- | ----- | ------ | ------------- |
| 1953   | Хосе Фигерес Феррер           | 114 043 | 64,7 % | 30 из 45 | новая | 1/4    | Правительство |
| 1958   | Франсиско Орлич               | 86 081  | 41,7 % | 20 из 45 | ▼ 10  | 1/8    | Оппозиция     |
| 1962   | Франсиско Орлич               | 184,135 | 49.8 % | 29 из 57 | ▲ 9   | 1/9    | Правительство |
| 1966   | Даниэль Одубер Кирос          | 202 891 | 48,9 % | 29 из 57 | 0     | 1/5    | Оппозиция     |
| 1970   | Хосе Фигерес Феррер           | 269 038 | 50,7 % | 32 из 57 | ▲ 3   | 1/8    | Правительство |
| 1974   | Даниэль Одубер Кирос          | 271 867 | 40,9 % | 27 из 57 | ▼ 5   | 1/12   | Правительство |
| 1978   | Луис Альберто Монхе           | 155 047 | 48,2 % | 25 из 57 | ▼ 2   | ▼ 2/15 | Оппозиция     |
| 1982   | Луис Альберто Монхе           | 527 231 | 55,5 % | 33 из 57 | ▲ 8   | ▲ 1/16 | Правительство |
| 1986   | Оскар Ариас Санчес            | 560 694 | 47,8 % | 29 из 57 | ▼ 4   | 1/13   | Правительство |
| 1990   | Карлос Мануэль Кастильо       | 559 632 | 41,9 % | 25 из 57 | ▼ 4   | ▼ 2/14 | Оппозиция     |
| 1994   | Хосе Мария Фигерес            | 658 258 | 44,6 % | 28 из 57 | ▲ 3   | ▲ 1/15 | Правительство |
| 1998   | Хосе Мигель Корралес Боланьос | 481 933 | 34,8 % | 23 из 57 | ▼ 5   | ▼ 2/23 | Оппозиция     |
| 2002   | Роландо Арайя Монхе           | 412 383 | 27,1 % | 17 из 57 | ▼ 6   | 2/18   | Оппозиция     |
| 2006   | Оскар Ариас Санчес            | 589 731 | 36,5 % | 25 из 57 | ▲ 8   | 1/11   | Правительство |
| 2010   | Лаура Чинчилья                | 708 043 | 37,3 % | 24 из 57 | ▼ 1   | 1/18   | Правительство |
| 2014   | Джонни Арайя Монхе            | 526 531 | 25,7 % | 18 из 57 | ▼ 6   | 1/18   | Оппозиция     |
| 2018   | Антонио Альварес Десанти      | 416 638 | 19,5 % | 17 из 57 | ▼ 1   | 1/25   | Оппозиция     |